# Półprzewodnik półmagnetyczny
Półprzewodnik półmagnetyczny – związek półprzewodnikowy, zazwyczaj trójskładnikowy, w którym część kationów jest niemagnetyczna, a część (zazwyczaj mniejszość) magnetyczna. Materiał taki wykazuje właściwości zarówno półprzewodnikowe, jak i magnetyczne. Dodanie jonów magnetycznych do półprzewodnika powoduje wzmocnienie efektów fizycznych obserwowanych w pomiarach magneto-transportowych i magneto-optycznych, np. gigantycznego efektu Zeemana (czyli wzmocnionego efektu Zeemana) i gigantycznego efektu Faradaya (czyli wzmocnionego zjawiska Faradaya). Półprzewodniki półmagnetyczne wykazują wiele właściwości przydatnych w spintronice.
Najczęściej jako jonu magnetycznego używa się manganu ze względu na wysoki spin S = 5/2 Mn2+. Inne używane jony magnetyczne to np. metale przejściowe: żelazo, kobalt, chrom. Najpopularniejszymi półprzewodnikami półmagnetycznymi są (Cd,Mn)Te, czyli tellurek kadmu z manganem oraz ferromagnetyczny półprzewodnik półmagnetyczny (Ga,Mn)As, czyli arsenek galu z manganem. Stosuje się także zapis Cd1-xMnxTe i Ga1-xMnxAs, wtedy x oznacza ułamek molowy jonów magnetycznych (typowo 0.1%<x<10%) w stosunku do wszystkich kationów.
Rozpowszechniony zarówno w języku polskim, jak i angielskim skrót oznaczający półprzewodniki półmagnetyczne to DMS
(ang. Diluted Magnetic Semiconductors). Czasem używa się także w języku angielskim terminów magnetic semiconductor, semimagnetic semiconductors.